# Karsvattnet
Karsvattnet är en sjö i Härjedalens kommun i Hälsingland och ingår i Ljungans huvudavrinningsområde. Sjön är 5,5 meter djup, har en yta på 0,234 kvadratkilometer och är belägen 309 meter över havet. Sjön avvattnas av vattendraget Göstjärnbäcken.

## Delavrinningsområde
Karsvattnet ingår i det delavrinningsområde (689999-146887) som SMHI kallar för Mynnar i Stensån. Medelhöjden är 302 meter över havet och ytan är 11,13 kvadratkilometer. Det finns inga avrinningsområden uppströms utan avrinningsområdet är högsta punkten. Göstjärnbäcken som avvattnar avrinningsområdet har biflödesordning 3, vilket innebär att vattnet flödar genom totalt 3 vattendrag innan det når havet efter 172 kilometer. Avrinningsområdet består mestadels av skog (79 procent). Avrinningsområdet har 0,43 kvadratkilometer vattenytor vilket ger det en sjöprocent på 3,9 procent.